# Olga Luisa Figueroa
Pour les articles homonymes, voir Figueroa.
Olga Luisa Figueroa Yépez est une femme politique vénézuélienne, née le 15 septembre 1971. Elle a été brièvement ministre vénézuélienne de la Pêche et de l'Aquaculture de février à avril 2022.

## Carrière politique
Secrétaire du Parti socialiste unifié du Venezuela pour l'État de La Guaira et ancienne députée au conseil législatif de Vargas, elle est nommée vice-ministre de la Transformation et de la Distribution de la pêche et de l'aquaculture en juin 2020, succédant à Juan Luis Laya, lui-même nommé ministre de la Pêche et de l'Aquaculture. Le 9 février 2022, elle le remplace à la tête du ministère.